# Burg Göffingen
Die Burg Göffingen ist eine abgegangene Höhenburg in der Gemeinde Unlingen im baden-württembergischen Landkreis Biberach in Deutschland.
Von der ehemaligen Burganlage ist nichts erhalten.

## Lage
Die Burg stand auf 560 m ü. NHN, rund 1150 Meter nordöstlich der heutigen Kirche im Ortsteil Göffingen.